# Зубаревич Володимир Васильович
Володимир Васильович Зубаревич (рос. Владимир Васильевич Зубаревич; нар. 28 липня 1933, Мінськ, Білоруська РСР) — радянський футбольний тренер.

## Життєпис
Працював старшим тренером у командах другого та третього ешелонів першості СРСР СКА / СКВО Чита (1958-1959, 1967-1970), «Армієць» / «Селенга» / «Локомотив» Улан-Уде (1964-1966, 1978-1981). Начальник команди СКА (Чита) у 1971 році. Старший тренер команди КФК «Зірка» Чита.
|                     | Володимир Зубаревич, наш тренер, за вдачею був деспотом. Вигадував нам усілякі неймовірні випробування. То змушував стрибати в басейн з вежі, то міг о третій годині ночі (а жили ми в казармі при удинському стадіоні) у веселому настрої скомандувати: «Орли! Підйом! Зараз буде розбір гри». |
| — В'ячеслав Семенов | |

Помер у грудні 1981 року у Ленінграді у віці 48 років.
У Читі проводиться ветеранський турнір, присвячений пам'яті Володимира Зубаревича.